# IT'S LOVE
《IT'S LOVE》是日本搖滾樂團RABBIT的總計第6張單曲。1991年10月21日發行由Pony Canyon發行。

## 解說
標題曲「IT'S LOVE」是電影動畫《亂馬1/2：中國寢崑崙大決戰！規則無視的激鬥篇!!》選用的片尾主題曲。
後來，「IT'S LOVE」收錄在1991年11月13日發行同名動畫電影原聲帶《亂馬1/2：中國寢崑崙大決戰！規則無視的激鬥篇!! 音樂篇》；以及1992年10月21日發行的角色歌曲CD原聲帶《亂馬1/2 格鬥歌牌》，由沐絲的聲優關俊彥翻唱。

## 收錄歌曲
所有歌曲由岩佐友晴作詞、野下俊哉作曲、RABBIT編曲。
1. IT'S LOVE
  - 作詞：岩佐友晴，作曲：野下俊哉，編曲：Rabbit
  - 電影動畫《亂馬1/2：中國寢崑崙大決戰！規則無視的激鬥篇!!》片尾主題曲
2. SEXY TEACHER
3. IT'S LOVE (NO VOCAL VERSION)

## 外部連結
- JOYSOUND.com IT'S LOVE／RABBIT（页面存档备份，存于） （日語）